# Solpugyla umtalica
Espèce
Synonymes
- Solpuga serraticornis umtalica Hewitt, 1914

Solpugyla umtalica est une espèce de solifuges de la famille des Solpugidae.

## Distribution
Cette espèce se rencontre au Zimbabwe, au Mozambique et au  Congo-Kinshasa.

## Description
Le mâle holotype mesure 30 mm.
Le mâle décrit par Roewer en 1933 mesure 30 mm et la femelle 33 mm.

## Étymologie
Son nom d'espèce lui a été donné en référence au lieu de sa découverte, Umtali.

## Publication originale
- Hewitt, 1914 : Records of species of Solifugae in the collection of the Transvaal Museum and descriptions of several new species of the family Solpugidae. Annals of the Transvaal Museum, vol. 4, p. 160-167 (texte intégral).